# Gotthard (pohoří)
Horská skupina Gotthard  – nazývaná také Gotthardské pohoří  – je horská skupina nalézající se ve Švýcarsku ve východní části Západních Alp, zahrnující kantony Uri, Graubünden, Valais a Ticino. Jeho nejvyšším vrcholem je Pizzo Rotondo, který leží jihozápadně od průsmyku Gotthardpass.
V alpské klasifikaci podle SOIUSA a Švýcarského alpského klubu (SAC) není Gotthardské pohoří považováno za samostatnou horskou skupinu a je přiřazeno k různým sousedním skupinám.

## Poloha

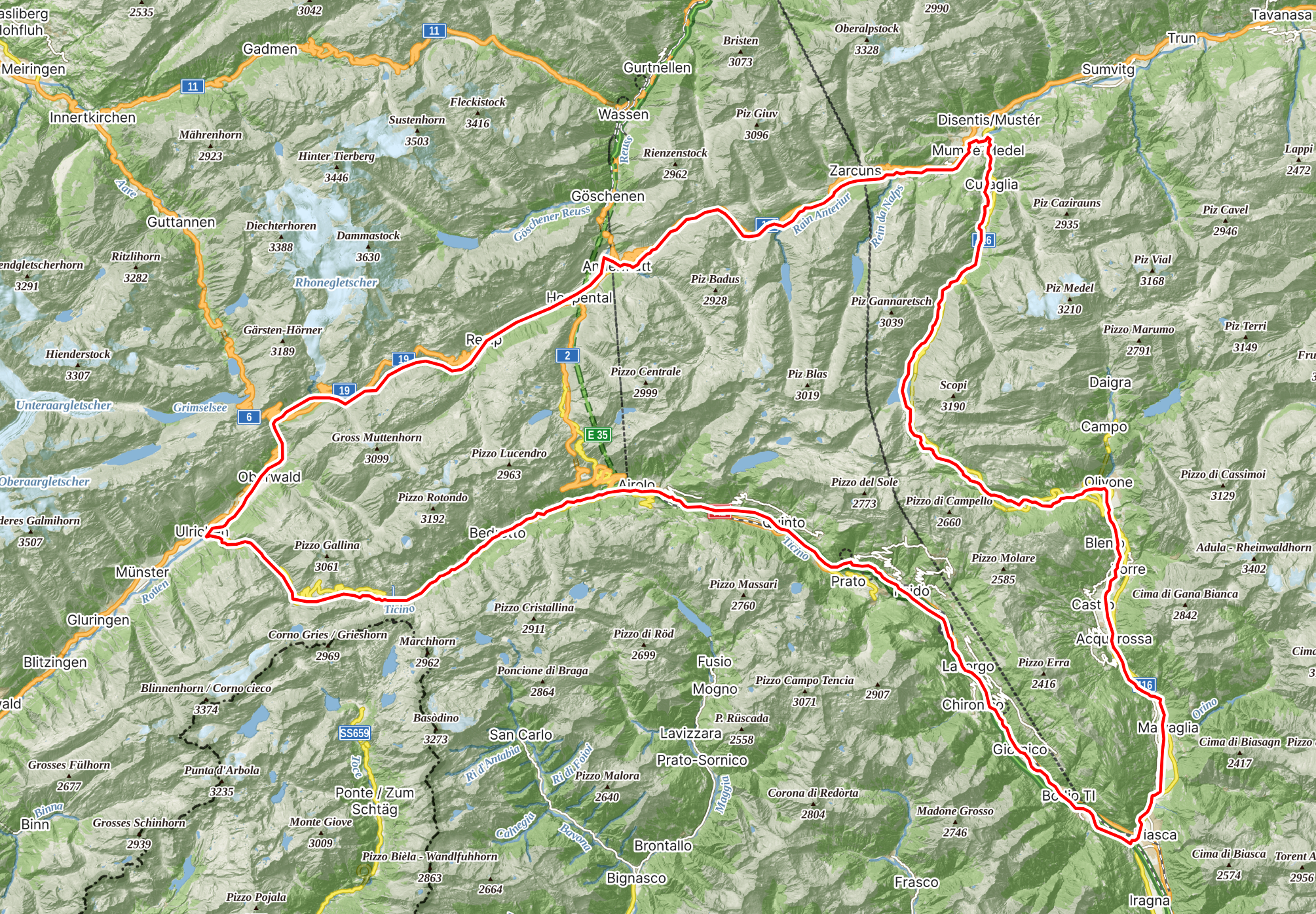
Gotthardská skupina zvýrazněná na turistické mapě z Mapy.com

Oblast je ohraničena (ve směru hodinových ručiček od severu) průsmykem Oberalppass, Vorderrhein, Rein da Medel, jeho levým pramenem Froda, průsmykem Lukmanierpass, řekami Brenno a Ticino, průsmykem Nufenenpass, řekami Ägene (též Ägina, levý přítok Rhony) a Rotten (pramen Rony), průsmykem Furkapass a údolími Furkareuss a Oberalpreuss a má rozlohu 700 km2.
Skupiny a vrcholy
Gotthardské pohoří se dělí na následujících šest podskupin:
- Galina s vrcholem Pizzo Gallina 3061 m n. m.
- Hřeben Rotondo s Pizzo Rotondo 3192 m n. m.
- Hřeben Lucendro s Pizzo Lucendro 2963 m n. m.
- Hřeben Chastelhorn-Pizzo Centrale s Pizzo Centrale 2999,3 m n. m.
- Skupina Maighels-Curnera-Nalps s Piz Gannaretsch 3040 m n. m. a Piz Blas 3019 m n. m.
- Skupina Sole s Pizzo del Sole 2773 m n. m.

## Údolí a vesnice
Ve vnitrozemí skupiny se nacházejí pouze krátká údolí, takže na jejím okraji se nacházejí města: Oberwald, Realp, Hospental, Andermatt, Biasca, Giornico, Faido, Airolo a Bedretto. Na jižním konci Leventiny je její nejnižší bod 292 m n. m., což je rozdíl mezi ním a nejvyšším bodem 2900 m n. m.

## Klima
Celá oblast je ovlivňována dvěma klimatickými pásmy: na severu atlantickým západním větrným pásmem a na jihu středomořským klimatem. Jižně od hřebenové linie jsou srážky nižší a počet hodin slunečního svitu vyšší. Ledovce jsou zde poměrně malé, nemluvě o jejich celkovém ústupu.
Z geologického hlediska patří většina skupiny, včetně hlavních vrcholů, do Gotthardského masivu (více informací najdete tamtéž), kde pramení čtyři řeky: Rhôna, Rýn (jako Rein da Tuma), Reuss a Ticino, které spojuje Stezka čtyř pramenů.
Na hlavním alpském hřebeni jen kousek východně od nejvyšší hory skupiny na kótě 3025 (vedlejší vrchol Witenwasserenstock) se nachází rozvodí mezi Rýnem, Rhonou a Pádem. Zde se také stýkají kantony Uri, Ticino a Valais.